# Spondylose canine
La spondylose canine est une arthrose des vertèbres et des disques intervertébraux chez le chien.